# Khenchela (tỉnh)
Khenchela (tiếng Ả Rập: ولاية خنشلة ) là một wilaya của Algérie, tọa lạc ở Aurès, một vùng núi ở đông nam thủ đô Algiers. Tỉnh lỵ tỉnh này là Khenchela. Các đô thị quan trọng khác là Djellal, Khirane và Bou Zabène.

## Phân chia hành chính
Tỉnh này bao gồm 8 huyện và 21 đô thị. Các huyện bao gồm:
- Kaïs
- El Hamma
- Cherchar
- Bouhmama
- Aïn Touila
- Oued Rechache
- Đô thị cấp huyện: Khenchela, Babar.